# Trifluoruro di fosforo
Il trifluoruro di fosforo è un composto binario del fosforo trivalente con il fluoro, avente formula molecolare PF3. A temperatura e pressione standard si presenta come un gas incolore e inodore. È estremamente tossico e reagisce lentamente con l'acqua. Viene usato come legante nei complessi di metalli in bassi stati di ossidazione. Come tale, ha un comportamento simile al monossido di carbonio nei metallocarbonili, e in effetti la sua tossicità è dovuta alla capacità di legarsi al ferro dell'emoglobina.

## Proprietà chimico-fisiche
La lunghezza di legame P-F è di 156 pm, mentre l'angolo di legame F-P-F nel trifluoruro di fosforo è pari a 96,3°. Il trifluoruro di fosforo gassoso ha un'entalpia standard di formazione di -945 kJ/mol (-226 kcal/mol). L'atomo di fosforo ha un chemical shift 31P-NMR di 97 ppm (rispetto a H3PO4).

## Preparazione
A differenza degli altri alogenuri di fosforo (PCl3, PBr3 e PI3) il trifluoruro di fosforo non viene preparato per sintesi dagli elementi, ma per reazione del tricloruro di fosforo con vari fluoruri, quali HF, CaF2, ZnF2, AsF3 e SbF3:
{\displaystyle {\ce {2 PCl3 + 3 CaF2 -> 2 PF3 + 3 CaCl2}}}
{\displaystyle {\ce {2 PCl3 + 3 ZnF2 -> 2 PF3 + 3 ZnCl2}}}

## Reattività
Il trifluoruro di fosforo reagisce lentamente con l'acqua per dare l'acido fosforoso e l'acido fluoridrico:
{\displaystyle {\ce {PF3 + 3 H2O -> H3PO3 + 3 HF}}}
La reazione è più veloce in ambiente alcalino; in questo caso si forma come intermedio l'acido monofluorofosforoso (H2PO2F):
{\displaystyle {\ce {PF3 + 2 OH- -> H2PO2F + 2 F-}}}
Il trifluoruro di fosforo attacca il vetro solo ad alte temperature. Con metalli a caldo, forma fosfiti e floruri di varia natura. Con basi di Lewis come l'ammoniaca, produce addotti, mentre viene ossidato da agenti ossidanti quali bromo e permanganato di potassio.
Come legante, il trifluoruro di fosforo si comporta da forte accettore π, infatti può formare diversi complessi con metalli a basso stato di ossidazione. Ha caratteristiche simili al monossido di carbonio, ma a differenza di quest'ultimo forma complessi metallici i cui analoghi metallocarbonilici risultano instabili. Ad esempio, è noto il complesso Pd(PF3)4, mentre non esiste l'analogo Pd(CO)4. Generalmente i complessi M(PF3)x sono preparati dai corrispondenti metallocarbonili con perdita di monossido di carbonio. Tuttavia, il nichel reagisce direttamente con il trifluoruro di fosforo a 100 °C sotto una pressione di 35 MPa per formare Ni(PF3)4, l'analogo di Ni(CO)4:
{\displaystyle {\ce {Ni + 4 PF3 -> Ni(PF3)4}}}
Cr(PF3)6, l'analogo di Cr(CO)6, può essere preparato a partire dal dibenzenecromo:
{\displaystyle {\ce {Cr(C6H6)2 + 6 PF3 -> Cr(PF3)6 + 2 C6H6}}}

## Precauzioni
Il trifluoruro di fosforo è simile al monossido di carbonio per quanto riguarda l'attività biologica. Esso infatti è un gas che si lega fortemente al ferro dell'emoglobina, impedendo al sangue l'assorbimento dell'ossigeno. Per questo, è particolarmente tossico, e la sua tossicità è comparabile a quella del fosgene.